# Arcont
|  | Per a altres significats, vegeu «Arcont (gnosticisme)». |

Arcont (en grec antic ἄρχων, transliterat árkhōn) va ser el nom que rebien els governants en diverses polis de l'antiga Grècia; a Atenes, en particular, els arconts van tenir un poder destacat fins a la reforma de Temístocles (487/86 aC.) i eren al mateix temps màxima autoritat tant en l'àmbit civil com en el militar. Al començament l'arcont-rei o arcont basileu era un càrrec vitalici i hereditari, després es va limitar a deu anys i finalment només tenia la durada d'un any i era escollit democràticament. El terme es va emprar també en l'Imperi Romà d'Orient amb un gir en el significat que el feia equivalent al procònsol. Els patriarques de l'Església Ortodoxa de Constantinoble concedeixen el títol d'arcont com a reconeixement de mèrits a persones laiques.

## Antiga Grècia
Sembla que el concepte d'arcont va sorgir a Atenes i després va ser imitat per altres polis. La tradició diu que fou el nom atenenc de la suprema autoritat establerta quan es va abolir la reialesa a la mort del mític rei Codros el 1068 aC. El fill d'aquest, Medont, i els seus descendents van rebre el títol d'arconts. El 752 aC l'ofici es va limitar a 10 anys i el 714 aC es va abolir la vinculació del càrrec a la noblesa i el límit de temps va passar a ser d'un any. El 683 aC el poder fou dividit entre nou arconts. Amb Soló les classes adinerades podien optar al càrrec, i amb Aristides va ser obert a tots el ciutadans. Clístenes va establir l'elecció per votació. Progressivament van perdre poder i van quedar reduïts a un càrrec religiós i algunes funcions judicials. La darrera reforma la va fer Pèricles, que el va fer accessible als zeugitai. Segons narra Teofrast els nou arconts escollien a sorts els membres dels tribunals grecs (ἡλιαστoς, heliastos).
Hi havia diferents tipus d'arconts:
- L'arcont epònim (ἄρχων ἐπώνυμος / epốnumos Arkhon o ὁ ἄρχων / ho Arkhon), dit així perquè l'any portava el seu nom.[a] Era l'encarregat de diverses funcions religioses. Era el tutor de les vídues i dels orfes i arbitrava en els litigis familiars. També s'encarregava de nomenar els mecenes dels teatres i els guanyadors dels concursos. Aristòtil explica que al començament de la història d'Atenes (en l'època mítica dels Cocrides), els primers arconts eren el rei i el polemarca, que després es van fusionar en un sol càrrec: l'arcont epònim.[4]
- L'arcont rei o arcont basileu (ἄρχων βασιλεὺς / árkhôn basileùs), tenia diferents funcions religioses especialment aquelles que anaven vinculades a l'antic rei, però a més, era l'encarregat de jutjar homicidis i crims d'impietat. Havia d'estar obligatòriament casat.[5]
- L'arcont polemarca (ἄρχων πολέμαρχος / polémarkhos Arkhon), encarregat dels afers de la guerra. A partir del segle v aC, les seves funcions van començar a se assumides per un estrateg però mantenia el seu dret a votar en els consells de guerra, i posteriorment es va dedicar només als assumptes relacionats amb els estrangers residents a Atenes, imputats d'alguna acusació. La seu de l'arcont polemarca era l'Epiliceu que, segons alguns autors estava situat a l'àgorà i segons altres estava en un lloc proper al Liceu, un gimnàs que hi havia als afores de la ciutat.
- Els arconts tesmòtetes (literalment 'donadors de lleis') que eren sis i administraven justícia excepte en casos que afectaven els mateixos arconts o les màximes autoritats. A més, revisaven les lleis una vegada a l'any.[6]

## Imperi Romà d'Orient
En l'Imperi Romà d'Orient el terme arcont va tenir tres significats:
- Amb la fundació de Constantinoble, al segle iv, l'arcont de l'antiga Bizanci va esdevenir l'equivalent del procònsol, en la nomenclatura romana, de la nova capital de la part oriental de l'Imperi Romà. El primer va ser Tetitius Facundus nomenat l'any 336 i el darrer Themistius el 358-359.[7]
- També podia servir per designar un personatge destacat al qual se li havia conferit algun tipus d'autoritat pública. Alguns subordinats d'alts funcionaris rebien el títol d'arcont.
- En sentit estricte un arcont era qualsevol governador o administrador. Generalment s'aplicava a governadors de províncies perifèriques, inferiors en rang als temes, i l'àrea de jurisdicció es deia arcontia (ἀρχοντία).[8] Les llistes dels membres de les assemblees i els segells han permès conèixer el nom dels arconts provincials (de Creta, Xipre, Dalmàcia) durant el segle ix, i els dels arconts de cada ciutat fins al segle xii (Claudiòpolis, Crisòpolis, Atenes, etc.)

La dignitat de gran arcont (Μέγας ἄρχων, megas arkhon) va ser creada per Teodor II Làscaris en l'època de l'Imperi de Nicea. Constantí Margarites en fou el primer nomenat. Al començament sembla que la seva funció era dirigir l'escorta imperial, probablement dins el palau. En campanya, l'encarregat d'aquesta funció era l'arcont de la legió. Amb el temps, el títol de gran arcont va esdevenir una dignitat cortesana honorífica sense funcions específiques.
Els cronistes de l'Imperi Romà d'Orient feien servir la paraula arcont per referir-se als governants d'altres països. Els reis de Bulgària, influïts per la tradició grega i perquè durant anys van competir amb els romans d'Orient per controlar el mateix territori, s'autoproclamaven arconts per la gràcia de Déu.

## El patriarcat de Constantinoble
El patriarcat de Constantinoble ha concedit de vegades el títol d'arcont a alguns laics en reconeixement del seu servei a l'administració de l'Església. El 1963, aquests arconts es va organitzar en una societat sota el patronatge de sant Andreu. Aquest estatus no forma part de la jerarquia eclesiàstica sinó que és merament honorífic.
Un arcont pot ser escollit per la seva beatitud o pels serveis prestats a l'Església i per ser una figura destacada de la societat, amb reputació de bon cristià. Quan rep el títol, fa un jurament de defensar i promoure la fe ortodoxa, la tradició d'aquesta religió i donar suport a les decisions del patriarca.